# محمد الصالح الصيد
محمد الصالح الصيد هو صحفي ومقدم تلفزيوني جزائري، ولد في 20 يونيو 1950 في الجزائر في الجزائر. يعمل مذيعاً في هيئة الإذاعة البريطانية بي بي سي منذ عام 1979.